# 大阪市立住吉小学校
大阪市立住吉小学校（おおさかしりつ すみよししょうがっこう）は、大阪府大阪市住吉区にある公立小学校。

## 沿革
東成郡住吉村の小学校として1908年に開校した。
住吉村では従来、近隣の墨江村（現在の住吉区墨江周辺）・安立町（現在の住之江区安立）と3町村の連合で墨江尋常高等小学校（現在の大阪市立墨江小学校）を運営し、村の児童は墨江小学校に通っていた。
学校連合を解いて町村独自に小学校を運営することになり、住吉小学校が発足した。当初は墨江小学校内に仮校舎を設置していたが、1908年12月11日に住吉村大字神ノ木（当時の住所表示）の現在地に移転した。
学校発足当初は尋常科のみを設置し、高等科は引き続き墨江小学校に委託していた。その後1924年には高等科の委託を解き、住吉小学校に高等科を併設した。
1934年9月21日の室戸台風では木造の旧校舎が倒壊、登校していた約200人の児童のうち18人が死亡、44人と教員1人が重軽傷を負う大きな被害を受けた。大阪市の小学校では室戸台風の教訓を受けて全市的に鉄筋コンクリート校舎建設が進められたが、住吉小学校でも2年後の1936年に鉄筋コンクリート校舎が建設された。
1940年には大阪市阪南尋常小学校（現在の大阪市立阪南小学校）の開校により校区の再編が実施され、1-2年の一部児童が阪南小学校に転出した。
1941年には国民学校令により大阪市住吉国民学校となった。太平洋戦争の戦局悪化により、1944年には岸和田市へ学童集団疎開を実施した。
学制改革により、1947年に大阪市立住吉小学校となった。1950年代以降、太平洋戦争の戦災からの復興や周辺の宅地化などを背景に児童数が急増し、これに伴って学校が過密化した。そのため1960年に大阪市立大領小学校を分離開校させている。

### 年表
- 1908年4月1日 - 東成郡住吉尋常小学校として開校。
- 1908年12月11日 - 現在地へ移転。
- 1924年4月1日 - 高等科を併設。東成郡住吉尋常高等小学校に改称。
- 1925年4月1日 - 大阪市への編入に伴い、大阪市住吉尋常高等小学校と改称。
- 1940年 - 校区変更。一部児童が新設の阪南尋常小学校に転出。
- 1941年 - 国民学校令により、大阪市立住吉国民学校と改称。
- 1944年9月17日 - 岸和田市へ学童集団疎開を実施。
- 1947年 - 学制改革により、大阪市立住吉小学校と改称
- 1955年9月 - 分校を設置。
- 1960年4月1日 - 分校が大阪市立大領小学校として分離開校。
- 1975年 - 校区の変更。従来の校区の一部を、大阪市立東粉浜小学校校区へ分離。

## 通学区域
- 大阪市住吉区 上住吉1丁目の一部、住吉1丁目の全域、2丁目の一部、帝塚山中5丁目、帝塚山東1-5丁目、帝塚山西4丁目の一部、万代2-6丁目

## 出身者
- 小坂まさる - 元俳優・タレント・歌手
- ラサール石井 - 参議院議員、お笑いタレント

## 交通
- 阪堺電気軌道上町線 帝塚山四丁目停留場 西へ約300m、または神ノ木停留場 北へ約500m。
- 南海高野線 帝塚山駅 南へ約500m、または住吉東駅 北へ約850m。
- 阪堺電気軌道阪堺線 東粉浜停留場 東へ約500m。
- 南海本線 粉浜駅 東へ約600m。